# المركز (الخلوة)
المركز هي إحدى مشيخات المملكة المغربية، تتبع جغرافيا لعمالة طنجة أصيلة وإداريًا لالخلوة. يقدر عدد سكانها بـ 29421 نسمة حسب الإحصاء الرسمي للسكان والسكنى لسنة 2004.